# North Peace Tribal Council
Le North Peace Tribal Council (littéralement le « conseil tribal North Peace ») est un conseil tribal comprenant quatre Premières Nations en Alberta au Canada. Il est basé à High Level.

## Composition
Le North Peace Tribal Council comprend quatre Premières Nations en Alberta.
| Première Nation (nom officiel) | Emplacement       |
| ------------------------------ | ----------------- |
| Beaver First Nation            | High Level        |
| Dene Tha'                      | Chateh            |
| Little Red River Cree Nation   | John D'Or Prairie |
| Tallcree                       | Fort Vermilion    |

## Histoire
Le North Peace Tribal Council fut incorporé en 1987 par les Premières Nations de Beaver et de Dene Tha'. Les Premières Nations de Little Red River et de Tallcree devinrent membres en 1995.